# Plum Lake (Wisconsin)
Plum Lake es un pueblo ubicado en el condado de Vilas en el estado estadounidense de Wisconsin. En el Censo de 2010 tenía una población de 491 habitantes y una densidad poblacional de 1,92 personas por km².

## Geografía
Plum Lake se encuentra ubicado en las coordenadas 46°3′00″N 89°30′5″O / 46.05000, -89.50139. Según la Oficina del Censo de los Estados Unidos, Plum Lake tiene una superficie total de 255.64 km², de la cual 224.94 km² corresponden a tierra firme y (12.01%) 30.69 km² es agua.z,zlzm

## Demografía
Según el censo de 2010, había 491 personas residiendo en Plum Lake. La densidad de población era de 1,92 hab./km². De los 491 habitantes, Plum Lake estaba compuesto por el 98.78% blancos, el 0% eran afroamericanos, el 0.2% eran amerindios, el 0.2% eran asiáticos, el 0% eran isleños del Pacífico, el 0% eran de otras razas y el 0.81% pertenecían a dos o más razas. Del total de la población el 2.24% eran hispanos o latinos de cualquier raza.